# Atrynit
Atrynit – drobny macerał z podgrupy humodetrynitu występujący w węglach brunatnych. Odznacza się nieregularnym kształtem, czasami występuje w formach włóknistych lub igiełkowych. Wielkość do 10 μm. Drobne cząsteczki występujące w węglu.